# Междоузлие
Междоузлие (лат. internodium) — участок стебля или побега между двумя смежными узлами (участками оси стебля или побега, на которых образуются боковые органы).
Если листья располагаются очень тесно, к примеру в прикорневых розетках у одуванчика, маргаритки, подорожника, междоузлия настолько укорочены, что почти незаметны. У молодых побегов междоузлия короткие и узлы сближены, а затем, по мере роста стебля или побега, междоузлия удлиняются, что обусловлено деятельностью образовательной ткани (меристемы), которая у одних растений расположена в основании междоузлий (например, у злаков и гвоздичных), а у других — в их верхних частях (например, у подорожника).
Обычно на стебле возникает много узлов и междоузлий. От длины междоузлий зависит длина стебля, а значит и всего растения.У хвощевидных междоузлия наиболее ярко выражены.